# Борисов, Максим Олегович
Максим «ZaykaPoehali» Борисов (10 июня 1995) — российский спортсмен и видеоблогер (твичер, ютубер). Двукратный чемпион мира по настольному хоккею. Финалист чемпионата России по интерактивному футболу 2022.

## Биография
В детстве профессионально занимался большим хоккеем. В качестве хобби играл в настольный хоккей и принимал участие в детских турнирах. Серьёзно заниматься настольным хоккеем начал с 2009 года. В сезоне 2011/12 впервые завоевал титул чемпиона России и до 2018 года выигрывал каждый чемпионат, став 7-кратным чемпионом. Трижды становился Чемпионом Европы и дважды в 2015 и 2019 годах выигрывал чемпионат мира. Занимал первое место в мировом рейтинге.
По собственным словам, решил сменить вид деятельности после победы на чемпионате мира 2019 года, поскольку достиг всех возможных целей. Также сыграла роль Пандемия COVID-19, из-за которой турниры по хоккею прервались. С этого времени начал активно участвовать в турнирах по киберфутболу. В 2020 году был игроком «Sochi Esports» (подразделение ФК «Сочи»). В 2022 году стал серебряным призёром Чемпионата России по интерактивному футболу, уступив в решающем противостоянии Даниилу Абельдяеву.
Вскоре после начала киберспортивной карьеры завёл аккаунты на Twitch и YouTube. По состоянию на февраль 2024 года имеет 18 тысяч подписчиков на твиче и 9,9 тысяч на YouTube-канале.

## Достижения

### Настольный хоккей
- Чемпион мира: 2015, 2019
- Чемпион Европы: 2012, 2014, 2018
- Чемпион России (7): 2011/12, 2012/13, 2013/14, 2014/15, 2015/16, 2016/17, 2017/18
- Обладатель Кубка Риги (5): 2012, 2013, 2015, 2017, 2019

### Киберспорт
Чемпионат России (РФС/ФКС)
- Серебряный призёр: 2022

## Личная жизнь
Женат, имеет двоих детей.